# Ignatius Menezes
Ignatius Menezes (ur. 3 stycznia 1936 w Agrar) – indyjski duchowny rzymskokatolicki, w latach 1979-2012 biskup Ajmer.

## Życiorys
Święcenia kapłańskie przyjął 21 grudnia 1963. 15 listopada 1978 został prekonizowany biskupem Ajmer. Sakrę biskupią otrzymał 17 lutego 1979. 3 listopada 2012 przeszedł na emeryturę. 31 stycznia 2013 został mianowany administratorem apostolskim Allahabadu. Pozostawał nim do 3 grudnia tegoż roku.